# Bernd Boehle
Bernd Boehle (auch: Bernd Böhle, * 5. März 1906 in Altenvoerde/Westfalen; † 2. Mai 1963 in Heidelberg) war ein deutscher Schriftsteller. 

## Leben
Bernd Boehle war der Sohn eines Postbeamten. Er besuchte das Gymnasium und absolvierte anschließend ein Studium. Danach war er als Rundfunksprecher tätig und wirkte als Bühnendirektor, Dramaturg und Schauspieler an verschiedenen deutschen Bühnen, u. a. von 1933 bis 1937 in Dortmund. Später war er Chefdramaturg des Heidelberger Stadttheaters. 
Bernd Boehle war Verfasser von Romanen, Erzählungen, Theaterstücken und Reiseführern.

## Werke
- Station 15, Leipzig 1937
- Der lange Tag, Leipzig 1940
- Theatertruppe Schedereit, Leipzig 1940
- Mea culpa, Wiesbaden 1947
- Das reiche Leben, München 1950
- Zwielicht über der Heide, München 1950
- Liebliches Weinland an Mosel, Saar und Ruwer, Mainz 1953
- Das praktische Reisebuch, Gütersloh 1954
- Burgen und Schlösser in Nordbaden (Baden-Württemberg), Heidelberg 1955 (zusammen mit Heinz Michl)
- Gastlichkeit, Ruhe und Erholung in Nordbaden, Heidelberg 1955
- Odenwald, München 1955
- Treffpunkt Weinstraße, Neustadt/Weinstr. 1955
- Kirchen und Klöster in Nordbaden, Heidelberg 1956
- Bei einem Wirt zu Gast, Stuttgart 1957
- Ein Klavier, Spaichingen 1957
- Auf alten Post- und Völkerstraßen zwischen Rhein, Neckar und Tauber, Heidelberg 1958
- Drei laden ein, Heidelberg 1959
- Ruhe und Erholung im Neckartal und Odenwald, Mosbach 1959
- Autobahn diesseits, jenseits, Mannheim 1960
- Die Brücke der Verliebten, Wien [u. a.] 1960
- Land und Leute am Oberrhein, Mannheim 1960
- Stilles Deutschland, Stuttgart 1960
- Gastlichkeit am Oberrhein, Karlsruhe 1961
- Die Burgenstraße, Mannheim 1962
- Gastlichkeit in Schwaben, Allgäu, Karlsruhe 1962
- Heidelberg, Heidelberg 1962 (zusammen mit Rudo Schwarz)
- Freiburg im Breisgau, Freiburg 1963